# La voltapagine
La voltapagine è un film del 2006 diretto da Denis Dercourt, presentato al 59º Festival di Cannes nella sezione Un Certain Regard.

## Trama
A dieci anni Mélanie Prouvost è una bambina dotata di un eccellente talento al pianoforte. Però, durante un'audizione per entrare al conservatorio, una distrazione provocata dalla presidente della commissione ne pregiudica la prova. La delusione è enorme per Mélanie, tanto che decide di rinunciare per sempre alla musica. Dieci anni dopo l'accaduto, la ragazza, ormai cresciuta, viene assunta come babysitter del figlio dell'avvocato Jean Fouchécourt e sua moglie Ariane, la quale si scopre essere la donna che dieci anni prima aveva causato, seppur senza volerlo, l'abbandono della carriera musicale di Mélanie. La ragazza, dopo essere entrata nelle grazie della signora, diviene la sua voltapagine durante i concerti. Tra le due donne si instaura un rapporto molto intimo e Mélanie, ossessionata dalla pianista e desiderosa di vendicarsi per lo smacco subito da bambina, la seduce e poi l'abbandona, rivelando infine la relazione al marito.

## Colonna sonora
- Preludio in re minore di Johann Sebastian Bach.
- Notturno di Franz Schubert.
- Trio n. 2 op. 67 di Dmitrij Šostakovič.

## Critica
- Nonostante delle inverosimiglianze di base è a modo suo un film perfetto per la secca concisione. Commento del dizionario Morandini ().[2]
- Dercourt crea una realtà ambigua e irrazionale, dentro la quale agisce un personaggio ossessivo e ossessionato. Commento del dizionario Farinotti ().[3]
- Rotten Tomatoes assegna al film un punteggio di 6,8/10.[4]

## Riconoscimenti
- Courmayeur Noir in festival 2006
  - Premio per la miglior interpretazione (Déborah François)